# Boko (langue mandée)
Pour les articles homonymes, voir Boo et Boko.
Le boko ou boo est une langue mandé parlée par les Boko, un groupe ethnique du Bénin et au Nigéria.

## Écriture
Au Bénin, l’orthographe boko est défini dans l’Alphabet des langues nationales.
| Alphabet   | Alphabet | Alphabet | Alphabet | Alphabet | Alphabet | Alphabet | Alphabet | Alphabet | Alphabet | Alphabet | Alphabet | Alphabet | Alphabet | Alphabet | Alphabet | Alphabet | Alphabet | Alphabet | Alphabet | Alphabet | Alphabet | Alphabet | Alphabet | Alphabet | Alphabet |
| ---------- | -------- | -------- | -------- | -------- | -------- | -------- | -------- | -------- | -------- | -------- | -------- | -------- | -------- | -------- | -------- | -------- | -------- | -------- | -------- | -------- | -------- | -------- | -------- | -------- | -------- |
| majuscules | A        | B        | D        | E        | Ɛ        | F        | G        | GB       | I        | K        | KP       | L        | M        | N        | O        | Ɔ        | P        | R        | S        | T        | U        | V        | W        | Y        | Z        |
| minuscules | a        | b        | d        | e        | ɛ        | f        | g        | gb       | i        | k        | kp       | l        | m        | n        | o        | ɔ        | p        | r        | s        | t        | u        | v        | w        | y        | z        |

La nasalisation est indiquée à l’aide d’un tilde au-dessus de la voyelle ‹ ã ɛ̃ ĩ ɔ̃ ũ › et peut être surmontée d’un ton indiqué à l’aide d’un accent grave pour le ton bas ou d’un antiflexe pour le ton montant : ‹ ã̀ ɛ̃̀ ĩ̀ ɔ̃̀ ũ̀ ã̌ ɛ̃̌ ĩ̌ ɔ̃̌ ũ̌ ›.